# ZiS-6

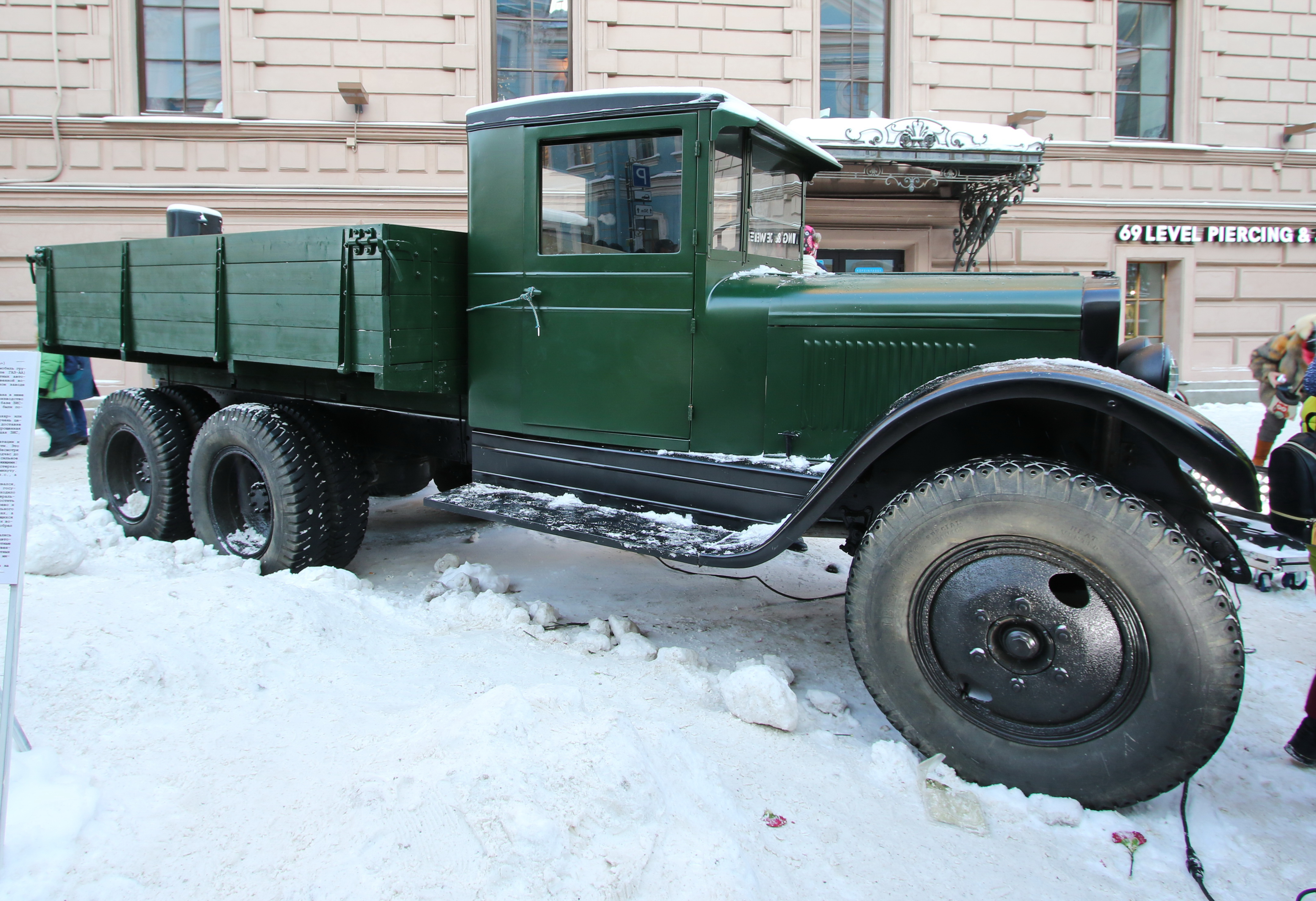
ZiS-6.

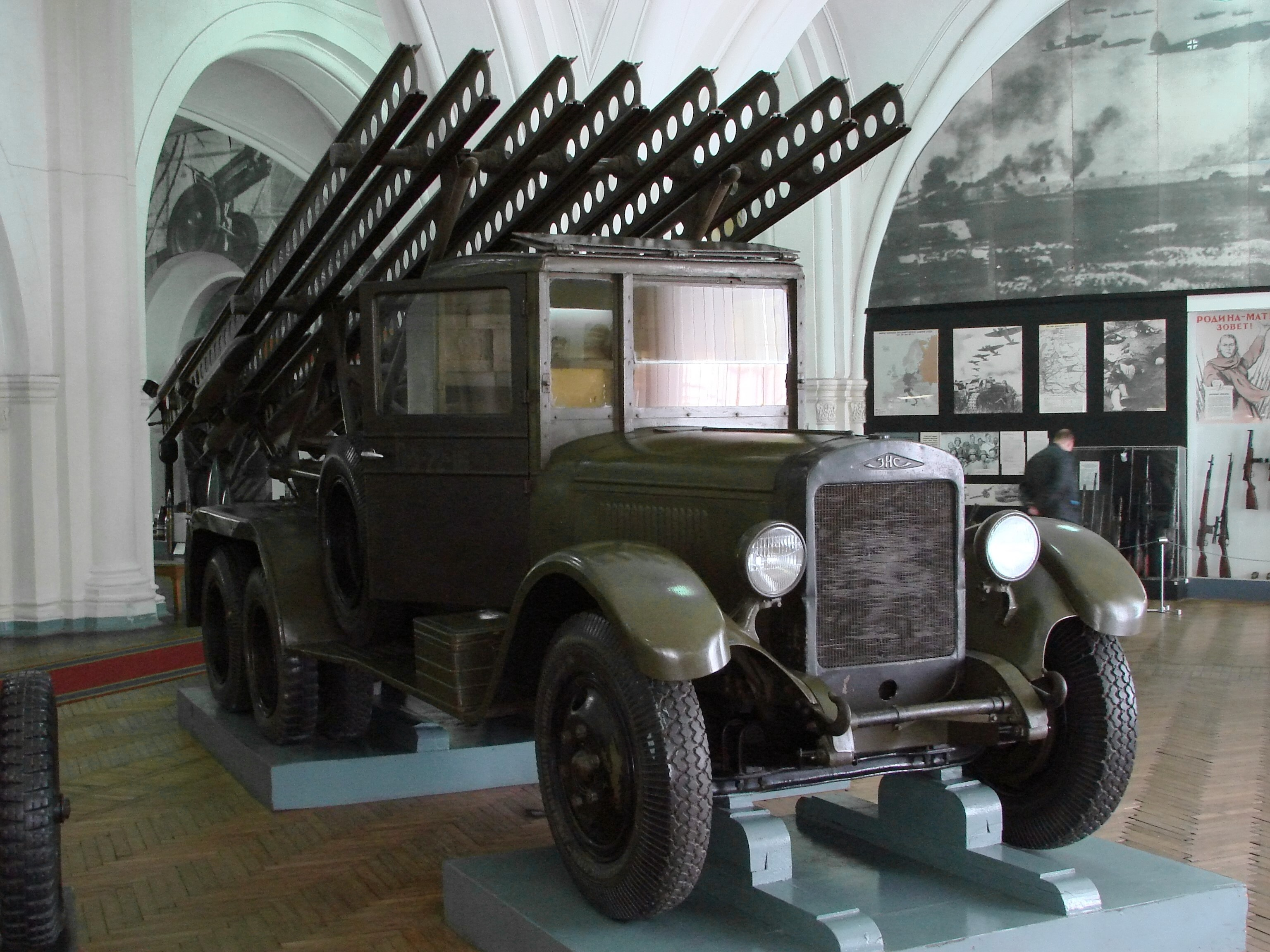
ZiS-6.

De ZiS-6 (Russisch: ЗиС-6) is een Sovjet-Russische 6×4-legervrachtwagen voor algemeen gebruik, een drieassige versie van de tweeassige vrachtwagen ZiS-5.

## Beschrijving
De vrachtwagen werd gebouwd van december 1933 tot oktober 1941 in de Zavod imeni Stalina-fabriek in Moskou. Er werden ruim 21.000 exemplaren van vervaardigd. De ZiS-6 werd gezien als een betrouwbare vrachtwagen en diende als basis voor een aantal afgeleide modellen: een zoeklichtwagen, radio- en radioreparatiestation, mobiele veldwerkplaats, bevoorradingsvoertuig, troepentransportvoertuig en een trekvoertuig voor de artillerie. De ZiS-6 is echter vooral bekend als de eerste meervoudige raketlanceerwagen (Katjoesja): vanaf 1941 werden de vrachtwagens in de Compressorfabriek in Moskou voorzien van een lanceerinstallatie.
In het begin van de Tweede Wereldoorlog diende het chassis van de ZiS-6 als basis voor de raketlanceerder BM-13, die van de Duitsers al snel de bijnaam 'Stalins orgel' kreeg. De ZiS-6 diende ook als basis voor de tankwagen BZ-ZiS-6.

## Specificaties
- Wielen: 6×4, 3-assig
- Draagvermogen: 4 ton
- Motor: zescilinder-benzinemotor van 76 pk
- Snelheid: 50 à 55 km/u